# Тухлянське (заповідне урочище)
Тухля́нське — заповідне урочище (лісове) в Україні. Розташоване в межах Славської селищної громади Стрийського району Львівської області, на північний захід від села Тухля.
Площа 18 га. Статус надано згідно з рішенням Львівського облвиконкому № 495 від 09.10.1984 року. Перебуває у віданні ДП «Славський лісгосп» (Тухлянське лісництво, кв. 1, вид. 8).
Статус надано з метою збереження високопродуктивного насадження ялиці білої природного походження. Урочище розташоване в масиві Сколівські Бескиди.